# Zivil-militärische Zusammenarbeit

Polnische Soldaten im Irak bei zivil-militärischer Zusammenarbeit (2006)

Der Begriff zivil-militärische Zusammenarbeit (ZMZ; englisch civil-military co-operation, CIMIC) beschreibt das Zusammenwirken von staatlichen oder nichtstaatlichen zivilen Organisationen mit denen der militärischen Verteidigung im Bereich der Landesverteidigung, in der Gefahrenabwehr oder bei Auslandseinsätzen des Militärs. Dies umfasst alle Planungen, Vereinbarungen, Maßnahmen, Kräfte und Mittel, welche die Beziehungen zwischen militärischen Institutionen und zivilen Organisationen und Behörden sowie der Zivilbevölkerung unterstützen, erleichtern oder fördern. Dies betrifft auch die Einbindung der gewerblichen Wirtschaft, sofern deren Aufgaben Belange kritischer Infrastrukturen berühren.
Dazu gehören im Inland beispielsweise Vorsorge- und Versorgungsmaßnahmen für die Zivilbevölkerung und die Streitkräfte im Spannungs- oder Verteidigungsfall, die Beteiligung der Streitkräfte am Katastrophenschutz, insbesondere durch Unterstützung der zivilen Hilfsorganisationen bei Großschadensereignissen und Gefahrenlagen, sowie die Zusammenarbeit zwischen den Streitkräften und zivilen Behörden in den Bereichen Gesundheitswesen, Umweltschutz, Raumordnung, Infrastruktur und Kampfmittelbeseitigung. Im Kontext internationaler Militäreinsätze umfasst die zivil-militärische Zusammenarbeit insbesondere die Zusammenarbeit zwischen Militär und zivilen Kräften und die Durchführung ziviler Projekte durch ausländische Truppen beim Wiederaufbau von Infrastruktur, wie zum Beispiel im Rahmen der Provincial Reconstruction Teams in Afghanistan. Innerhalb der NATO werden die Befähigungen beim Civil-Military Cooperation Centre of Excellence (CCOE) gesammelt und gelehrt.

## Zivil-militärische Zusammenarbeit in Deutschland
Wichtige Rechtsgrundlagen für die zivil-militärische Zusammenarbeit in Deutschland sind der Artikel 35 (Amtshilfe) des Grundgesetzes sowie das Zivilschutzgesetz.
Die Zivil-Militärische Zusammenarbeit der Bundeswehr (ZMZ Bw) ist ein eigenständiger Aufgabenbereich innerhalb der Bundeswehr, welcher beim Kommando Zivil-Militärische Zusammenarbeit (KdoZMZBw) in Nienburg/Weser seinen Schwerpunkt hat. ZMZ Bw umfasst alle Maßnahmen, Kräfte und Mittel, welche die Beziehungen zwischen Dienststellen der Bundeswehr einerseits und zivilen Behörden sowie der Zivilbevölkerung andererseits regeln, unterstützen oder fördern. Dies gilt sowohl innerhalb Deutschlands (ZMZ-I) als auch bei Einsätzen der Bundeswehr im Ausland (ZMZ-A). ZMZ Bw schließt die Zusammenarbeit mit Hilfsorganisationen und anderen nicht-staatlichen Organisationen sowie internationalen Organisationen ausdrücklich ein.

### ZMZ-I
Die Bundeswehr verfügt für die zivil-militärische Zusammenarbeit in jedem Bundesland über ein Landeskommando (LKdo) als Ansprechpartner für die Landesregierung. In Regierungsbezirken bzw. Landkreisen und kreisfreien Städten existieren darüber hinaus Bezirksverbindungskommandos (BVK) bzw. Kreisverbindungskommandos (KVK), die jeweils mit zwölf speziell ausgebildeten und ortsansässigen Reservisten besetzt sind. Geführt werden die Verbindungskommandos durch Beauftragte der Bundeswehr für die Zivil-Militärische Zusammenarbeit (BeaBwZMZ).
Die Aufgaben des BeaBwZMZ bestehen primär in der Beratung der zivilen Entscheidungsträger über die Verfahren der Anforderung, über Möglichkeiten, aber auch über Grenzen der Unterstützung der Bundeswehr in der Amts- und Katastrophenhilfe. Die BeaBwZMZ mit ihren BVK/KVK stellen ein sehr wichtiges Element im neuen territorialen Netzwerk der Bundeswehr dar, da sie eine entscheidende Rolle in der Zusammenarbeit mit den verantwortlichen Regierungsbezirken und Landkreisen bzw. kreisfreien Städten bei der gemeinsamen Katastrophenabwehr wahrnehmen.
16 Standorte der Bundeswehr gelten als sogenannte ZMZ-Stützpunkte beziehungsweise Spezialstützpunkte. Von diesen sind fünf mit Pioniergerätschaften ausgestattet, neun mit medizinischer Ausrüstung und zwei mit Ausrüstung zur ABC-Abwehr:
- ZMZ-Stützpunkte mit Pionierfähigkeiten
  - Havelberg, Sachsen-Anhalt – Panzerpionierbataillon 803
  - Marienberg, Sachsen – Panzergrenadierbataillon 371
  - Husum, Schleswig-Holstein – Spezialpionierregiment 164
  - Viereck, Mecklenburg-Vorpommern – Panzergrenadierbataillon 411
  - Bogen, Bayern – Panzerpionierbataillon 4
- ZMZ-Stützpunkte mit sanitätsdienstlicher Ausrichtung
  - Seeth, Schleswig-Holstein – Lazarettregiment 11
  - Rennerod, Rheinland-Pfalz – Lazarettregiment 21
  - Berlin – Lazarettregiment 31
  - Ulm, Baden-Württemberg – Lazarettregiment 41
  - Schwanewede, Niedersachsen (derzeit Fürstenau) – Sanitätsregiment 12
  - Weißenfels, Sachsen-Anhalt – Sanitätsregiment 32
  - Kempten, Bayern – Gebirgssanitätsregiment 42
  - Feldkirchen, Bayern – Sanitätslehrregiment
- ZMZ-Stützpunkte zur ABC-Abwehr
  - Höxter, Nordrhein-Westfalen – ABC-Abwehrbataillon 7

### ZMZ-A
Die Ausrichtung der Bundeswehr auf die Auslandseinsätze im Rahmen des internationalen Krisenmanagements erforderte eine Anpassung der Konzepte zur Zusammenarbeit ziviler und militärischer Akteure, die während des Kalten Krieges wesentlich auf die nationale Zusammenarbeit der zuständigen Ressorts im Rahmen der Planung der Gesamtverteidigung abzielte. Diese Zusammenarbeit in Auslandseinsätzen ist heute ein unverzichtbarer Beitrag zu einem übergreifenden, ebenengerechten und zielorientierten Zusammenwirken mit anderen Ressorts sowie staatlichen und nichtstaatlichen Organisationen in einem Einsatzgebiet außerhalb Deutschlands.
Mit dem CIMIC-Zentrum in Nienburg (Multinational CIMIC Command) hat die Bundeswehr ein eigenes Kompetenzzentrum, das Kräfte für die zivil-militärische Zusammenarbeit bei Auslandseinsätzen (ZMZ/A) bereithält und ausbildet. Die Soldaten des CIMIC-Zentrums gehören zu den Kräften in den Einsätzen, die vor Ort eine besonders enge Verbindung auch zur Bevölkerung herstellen und halten müssen. Hier werden wichtige Informationen ausgetauscht, um z. B. den militärischen Einsatz als Beitrag zur Schaffung von Sicherheit und Stabilisierung der gesellschaftlichen Strukturen zu verdeutlichen und sichtbar zu machen.
Daraus ergeben sich folgende Aktionslinien für ZMZ/A-Kräfte:
1. den Aufbau und die Pflege des zivil-militärischen Beziehungsnetzwerkes zu ermöglichen (Enabler) und operationelle Abstimmungen vorzunehmen,
2. einen militärischen Beitrag zum Wiederaufbau zu leisten (Facilitator),
3. einen Beitrag zum Wirkungsmonitoring und zur Evaluierung der Fortschritte auf dem Weg zur Zielerreichung zu leisten, abgestützt auf die Präsenz der ZMZ-Kräfte in der Fläche und deren Verbindungen vornehmlich zur Zivilbevölkerung
4. sowie als Element des Wiederaufbaus im Konzert mit Vertretern anderer Ressorts wie dem Auswärtigen Amt und dem Bundesministerium für wirtschaftliche Zusammenarbeit und Entwicklung mit Maßnahmen zu unterstützen beziehungsweise an der Planung und Begleitung von Maßnahmen mitzuwirken.

Im Verständnis einer notwendigen Kohärenz militärischen und zivilen Vorgehens heutiger komplexer Stabilisierungseinsätze schaffen ZMZ-Kräfte durch die Kenntnis und Beurteilung der zivilen Lage die wesentlichen Voraussetzungen für eine umfassende, wirkungsorientierte Einsatzplanung der militärischen Kräfte und stimmen – wo immer möglich – diese Planung mit den zivilen Organisationen ab. Das zivile Lagebild enthält dabei je nach Auftrag und Einsatzgebiet u. a. aktuelle Daten über die soziale und die wirtschaftliche Lage der Bevölkerung, die ethnische Situation sowie über kulturelle und religiöse Besonderheiten.
In der Kritik stehen immer wieder die als Quick Impact Projects bezeichneten Maßnahmen des Militärs. Dabei handelte es sich in der Vergangenheit vornehmlich um kleinere, schnell wirksame, überwiegend Infrastrukturmaßnahmen mit hoher Sichtbarkeit, die auf eine konkrete lokale Nachfrage reagierten.
Für die Bundeswehr galt aber z. B. mit Blick auf den Einsatz in Afghanistan, dass eigene Kräfte und Mittel für Unterstützungsmaßnahmen nur eingesetzt werden, wenn ein unmittelbarer räumlicher und zeitlicher Bezug zur Operation gegeben ist.
Dieses komplexe Feld der „Projektarbeit“ war für die ZMZ-Kräfte in Afghanistan klar umrissen.
- Unterstützt und begleitet werden können Maßnahmen (z. B. Jirgas/Shuren), die die Funktionsfähigkeit und Autorität einer lokalen Verwaltung und legitimierter, lokaler Führer (sog. Key Leader) fördern.
- ZMZ-Kräfte beraten und unterstützen die Bevölkerung bzw. deren Vertreter bei der Nutzung von Drittmitteln für Maßnahmen des infrastrukturellen Aufbaus und der Einkommens-/Existenzsicherung.
- In besonderen Lagen kann es auch möglich sein, dass Mittel bereitgestellt werden, um Kleinstprojekte zur Existenzsicherung zu finanzieren, bis Maßnahmen Dritter wirksam werden.

Maßnahmen des Wiederaufbaus werden mit freien Kräften zur Unterstützung der Bevölkerung und ziviler Organisationen nur dann durchgeführt, wenn sie als Teil des Auftrages der Streitkräfte ausdrücklich mandatiert sind, weil andere Organisationen/Kräfte nicht zur Verfügung stehen oder einen erforderlichen Eigenschutz nicht gewährleisten können (subsidiäre Projektdurchführung für Dritte in unsicherem Umfeld).
Die Grundzüge der Prinzipien des sog. „local ownership“, des „do no harm“ sowie der Nachhaltigkeit von Maßnahmen fließen in die Entscheidungsfindung des militärischen Führers ein.
Darüber hinaus gilt immer, der Verpflichtung zur dringenden Sofort- bzw. Nothilfe für die lokale Bevölkerung nachzukommen, insbesondere wenn entsprechende Umstände eine direkte Folge militärischen Handelns sind. Maßnahmen, die hierbei initiiert werden, um die Lage der Bevölkerung zu verbessern, bedürfen der engen Abstimmung mit der Gastnation und den lokal operierenden zivilen Organisationen.
Grundsätzlich gilt, dass auf das Herstellen ausreichender Sicherheitsbedingungen durch das Militär oder weitere Sicherheitskräfte der Wiederaufbau und Maßnahmen zur Förderung einer „guten Regierungsführung“ sichtbare Verbesserungen der Lebensbedingungen nach sich ziehen müssen, um der Bevölkerung den langfristigen Nutzen und die Durchsetzungsfähigkeit der internationalen Bemühungen zu vermitteln. In dieser Kombination erfüllt sich der Sinn einer sogenannten Hearts & Minds-Strategie. So gewinnt das Militär – bei gleichzeitiger Demonstration von Stärke – den Respekt der Bevölkerung und kann vermitteln, dass der militärische Einsatz nachhaltig ihrer Interessenwahrung dient.
„Hearts & Minds“ ist demnach keine CIMIC-Strategie, nach der etwa mit Spendenmitteln finanzierte Hilfsgüter an Bedürftige verteilt oder kurzfristige Projekte zur Verbesserung der Lebensbedingungen initiiert werden, um die Akzeptanz des Einsatzes gegenüber der Bevölkerung zu erhöhen.
Der Aufgabenbereich ZMZBw leistet einen Beitrag zur Unterstützung in allen Phasen eines militärischen Einsatzes, von der Verbindungsarbeit zu zivilen Akteuren bis zur Erstellung eines zivilen Lagebildes.

#### Kritik
Von verschiedenen Hilfsorganisationen wird Kritik am Konzept der zivil-militärischen Zusammenarbeit in Auslandseinsätzen geäußert, z. B. dass durch die zivil-militärische Komponente Krieg verharmlost werde und sich das Risiko für rein zivile Kräfte erhöhe, da sie vor allem für die Bevölkerung vor Ort oft schwer von militärischen Akteuren zu unterscheiden seien. Zudem werde durch die Zusammenarbeit von zivilen und militärischen Akteuren die Neutralität der zivilen Helfer infrage gestellt, deren Aufgabe oft auch in der Vermittlung zwischen den Konfliktparteien bestehe, wofür eine neutrale Haltung unverzichtbar sei. Ebenso bestehe die Gefahr, dass zivile Akteure in ihrer Forderung nach Gewaltfreiheit nicht ernst genommen würden, wenn sie sich selbst auf den Schutz des Militärs verlassen (müssen). Auch müsse dort, wo zivile nichtstaatliche Akteure Konflikte ihrer humanitären oder entwicklungspolitischen Ziele mit dem Auftrag des Militärs sehen, schon aus Rücksicht auf ihre Spender Abstand zum Militär gehalten werden. Dabei betrachten sie auch die Frage, ob militärisches Eingreifen im konkreten Fall unter Berücksichtigung aller politischen und ethischen Aspekte aus ihrer Sicht sinnvoll erscheint.

### Zusammenarbeit mit dem THW
Am 8. Dezember 2008 unterzeichneten der damalige Präsident des Technischen Hilfswerks (THW), Albrecht Broemme und der damalige Generalinspekteur der Bundeswehr, General Wolfgang Schneiderhan, ein „Kooperationsprotokoll zwischen dem Bundesministerium des Innern, vertreten durch die Bundesanstalt Technisches Hilfswerk, und dem Bundesministerium der Verteidigung über die Zusammenarbeit bei Hilfeleistungen im In- und Ausland“. Danach kann das THW im Rahmen der zivil-militärischen Zusammenarbeit Liegenschaften der Bundeswehr mitnutzen sowie gegenseitige Ausbildungsunterstützung leisten. Für Auslandseinsätze des THW wurden Vereinbarungen zum Mitflug von THW-Helfern in Transportflugzeugen der Bundeswehr, zur medizinischen Mitversorgung von THW-Helfern in Einsatzsanitätseinrichtungen der Bundeswehr und zu verschiedenen Maßnahmen logistischer Unterstützung, zum Beispiel Einbindung der THW-Helfer in die Feldpost- und Bargeldversorgung, getroffen.